# 阿亨 (摩泽尔省)
阿亨（法語：Achen，法語發音：[aχən]；洛林法兰克语：Ache）是法国大東部大區摩泽尔省的一个市镇，属于萨尔格米讷区。该市镇总面积12.12平方公里，2014年时的人口为999人。
阿亨是一个洛林乡村村庄，位于斯特拉斯堡西北66千米。它与比奇附近的其它46个市镇一起联合成一个市镇公共社区。
最早关于阿亨的记录源于12世纪的文献。在神圣罗马帝国期间它曾经属于不同的领主。在三十年战争期间由于多次军队经过和征战人口大减。1766年路易十五统治时期洛林公国合并入法兰西王国，阿亨也随之成为法国领地。1871年到1918年之间以及纳粹德国1940年到1945年占领期间阿亨与摩泽尔其它地区一样属于德国阿爾薩斯-洛林。

## 地名
该地名称首次出现于1199年，它的名字来源于拉丁语的“水”（Aqua），之后以如下形式出现：Acchene（1246年）、Achkena（1271年）、Achen（1553年）、Achain（1751年）、Achen（1771年）。该地在洛林法兰克语里的名称为“Ache”。
由于地处传统日耳曼语区的关系，该地地名Achen的发音并不符合法语正字法，其标准发音为[aχən]，应译作“阿亨”。由于/χ/为现代法语中没有的音位，故又有部分资料会将该地名中的此音记作/ʁ/。

## 历史

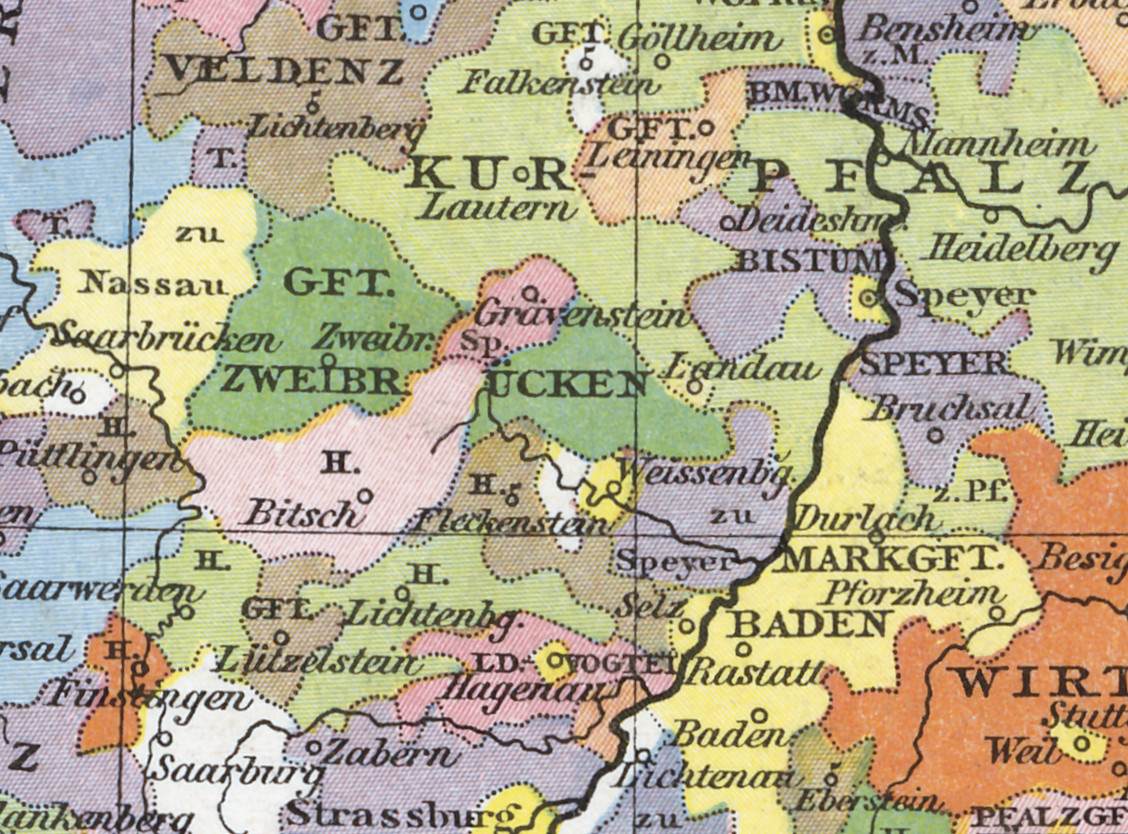
1400年吕策尔施泰因伯国（comté de Lützelstein）地图

村庄最早于1199年在文献里出现，当时的名字是。1246年名字改为，最后1553年改为今天的写法。最初它属于小皮埃尔伯爵，后来被洛林公爵占据。洛林公爵把它分给比奇伯爵。12世纪里洛林公爵腓特烈二世把他送给他的儿子，当时的布利斯卡斯特尔伯爵，今天布利斯卡斯特尔属于薩爾蘭。1246年按照条约马蒂厄二世公爵把阿亨还给小皮埃尔伯爵。1272年小皮埃尔伯爵把阿亨的十一奉獻捐给什蒂策尔布龙修道院。1382年亨利伯爵声称拥有神圣罗马帝国授予的阿亨领地。1621年修道院又用阿亨的十一奉獻送给洛林公爵来交换迪约兹的六口盐井。
1457年达恩的瓦尔特获得阿亨的产权。1472年他死后他的产权传给他的侄女费内特朗日的芭芭拉和她的丈夫萨尔韦登伯爵尼古拉斯。1553年7月12日萨尔布吕肯伯爵从茨韦布吕肯的雅克获得该村。 萨尔布吕肯伯爵的先祖艾博哈特就已经在1297年获得了比奇伯爵的头衔因此被称为茨韦布吕肯-比奇伯爵。1572年该伯爵领地被洛林公爵占据，从这个时候开始阿亨属于洛林公国。

1790年比奇地区的行政区划

1790年村属于比奇县。后来升为比奇区。据当时圣职者记载当地情况非常贫苦。税收很难征收。1800年区被解散，分成三个县。它们全部被并入萨尔格米讷区。从此开始比奇丧失了九个世纪以来的领地主权。
由于当地的地形复杂崎岖它成为马奇诺防线的重要工程建设，尤其普瓦里埃高地是一个重要工程。1939年9月1日当地居民被疏散到夏朗德省的孔达克、雅尔纳克、比乌萨克、普尔萨克和巴罗。市政府被迁到孔达克。1940年10月1日居民重新迁回。

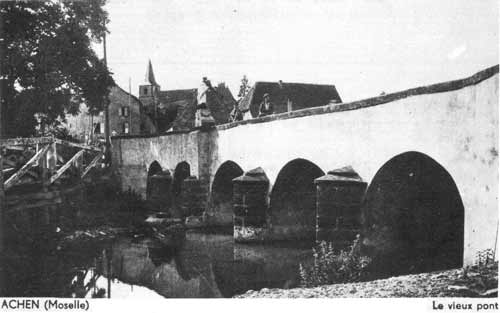
第二次世界大战中被轰炸摧毁前的老桥

1941年12月7日村被轰炸。1944年12月8日村被美军解放。但是在此后的德国攻势里德军从北进攻。1945年1月3日在村里发生激战。次日德军被击退。
村里还保存了一些古迹：1725年建造的教堂，1778年圣坛被扩大。到1966年为止教堂周围还有18和19世纪的古墓。
在第一次世界大战里阿亨有20人死伤。
位于村中心的老桥上有一尊臬玻穆的若望的塑像，是1786年建造的，桥有五个拱墩，在轰炸时被摧毁。战后被一座只有一个桥墩的混凝土桥取代。在第二次世界大战里阿亨共有十人在轰炸里死亡，八人受伤。两人没有回来或者在战争中死亡。阿亨获得1939年-1945年战争奖章和铜章。
阿亨过去属于天主教梅斯教区霍恩巴赫堂区，1804年改成罗尔巴克莱比奇堂区。村里从1621年开始有教堂，此前居民要到埃坦和卡劳森的教堂去。

## 地理

### 位置
阿亨位于比奇地区的最东部，两条小溪的汇流处。

### 气候
下面的天气数据表是萨尔布吕肯机场气象站的数据，距离阿亨西北20千米处。
萨尔布吕肯平均气温和雨量
| 月                     | 一月 | 二月 | 三月 | 四月 | 五月 | 六月 | 七月 | 八月 | 九月 | 十月 | 十一月 | 十二月 |
| ---------------------- | ---- | ---- | ---- | ---- | ---- | ---- | ---- | ---- | ---- | ---- | ------ | ------ |
| 平均气温 (℃)           | 1,0  | 2,0  | 5,5  | 8,4  | 12,9 | 15,7 | 18,0 | 18,0 | 14,3 | 9,7  | 4,5    | 2,1    |
| 月总雨量 (mm)          | 69,9 | 59,0 | 64,5 | 56,8 | 74,1 | 77,6 | 78,0 | 59,7 | 66,1 | 81,8 | 84,4   | 93,3   |
| 数据来源：德国气象服务 |      |      |      |      |      |      |      |      |      |      |        |        |

### 交通
1895年从萨尔格米讷通往斯特拉斯堡的铁路开通，该线路上的卡劳森火车站也为阿亨服务。从1872年开始通车的贝特尔曼去往萨尔格米讷的铁路线也经过这座火车站。
学期里有去往比奇的校车。
萨尔布吕肯机场离村27千米，主要提供去往德国大城市的服务，斯特拉斯堡国际机场离村90千米，主要提供去往法国和欧洲大城市的服务。法兰克福机场离村180千米。茨韦布吕肯机场离村36千米，曾经提供去往柏林和馬略卡島的班级，但是从2014年10月开始停止飞行。

## 居民点
2009年阿亨共有406座居民住房，1999年的数量为346座。其中92.1是第一住宅，5.6%是第二住宅，2.3%是空着没有人住的。87.5%的住宅是单幢的房子，9.7%是公寓。第一住宅里85.9%的居民也是房产的所有者，和1999年差不多没有变化（82.9%）。

## 政治和政府

### 行政状况

比奇的行政区划

从1802年开始阿亨属于薩爾格米訥區。它属于摩泽尔省的第五个选区。在2012年法国立法选举中人民運動聯盟的塞莱斯特·莱特获选，2012年6月17日他第三次当选，或许额60.24%的选票。
从1790年到2014年阿亨一直属于罗尔巴克莱比特克，2014年行政区划改革过程中它被分给比奇。依照男女平等原则村需要一男一女在区议会里做代表。上次区选举是在2015年3月22日和29日。

### 执法和行政机构
负责阿亨的法院包括梅斯的上诉法院、高等法院和地方法院、萨尔格米讷的少年法院、国土局、摩泽尔省巡回法院、斯特拉斯堡的行政法院和南锡的上诉行政法院。
负责阿亨的警察属于萨尔格米讷的地方警察。

### 村长
阿亨的现任市长为左派联盟的洛朗·施鲁布。

### 政治趋向和选举结果
2012年总统大选时阿亨结果如下：
| 党派           | 党派               | 第一轮 | 第一轮 | 第二轮 | 第二轮 |
| 党派           | 党派               | 票数   | %      | 票数   | %      |
| -------------- | ------------------ | ------ | ------ | ------ | ------ |
| 歐洲生態－綠黨 | 埃娃·若利          | 6      | 0.94   |        |        |
| 國民陣線       | 玛丽娜·勒庞        | 214    | 33.70  |        |        |
| 人民運動聯盟   | 尼古拉·萨科齐      | 165    | 25.98  | 403    | 69.97  |
| 左翼阵线       | 让-吕克·梅朗雄     | 53     | 8.35   |        |        |
| 新反资本主义党 | 菲利普·普图        | 11     | 1.73   |        |        |
| 工人鬥爭       | 娜塔莉·阿尔托      | 10     | 1.57   |        |        |
| 团结与进步党   | 雅克·舍米纳德      | 3      | 0.47   |        |        |
| 民主運動       | 弗朗索瓦·贝鲁      | 73     | 11.50  |        |        |
| 法国崛起       | 尼古拉·杜邦-艾尼昂 | 29     | 4.57   |        |        |
| 社会党         | 弗朗索瓦·奥朗德    | 71     | 11.18  | 173    | 30.03  |
|                |                    |        |        |        |        |
| 选民总数       | 选民总数           | 786    | 100.00 | 786    | 100.00 |
| 未投票         | 未投票             | 132    | 16.79  | 142    | 18.07  |
| 投票           | 投票               | 654    | 83.21  | 644    | 81.93  |
| 空票或无效票   | 空票或无效票       | 19     | 2.91   | 68     | 10.56  |
| 有效票         | 有效票             | 635    | 97.09  | 576    | 89.44  |

## 居民和社群

### 人口
阿亨人口变化图示
最早的人口普查数据来自16世纪。当时只统计了村里的户的数目。阿亨属于比奇领主手下最大的村。统计时有71个户。1539年统计时查到65个户，1586年66个，1606年68个，1621年80个，1622年71个，1626年81个。假设每户5或6人的话这相当于在三十年战争前村里有约450名居民。
1627年当地爆发鼠疫，村里有许多死者。战争里，尤其1634年和1635年村受害严重。整个地区荒弃。一直到1661年才慢慢恢复。1680年阿亨有28个户。1708年41个户，1783年增长到110个户，相当于约600名居民。
三十年战争后的移民主要来自瑞士、蒂羅爾、巴登、巴伐利亚和阿登。
1811年和1833年埃坦村属于阿亨。

### 教育
阿亨属于南锡-梅茨教育区。它的假期分配属于B区，在2015年教育区域改革前它属于A区。
阿亨的年轻人中学要去罗尔巴克莱比奇，上高中的话要去比奇或者萨尔格米讷。

### 媒体
《洛林共和报》（Le Républicain lorrain）总部在梅斯，是当地的区域性日报。它的萨尔格米讷和比奇地区版经常报道村里的新闻。
在视听媒体领域里三个阿亨有三个播放当地信息的电视台：法国洛林3台、马赛克台和水晶台。在众多广播电台里比较突出的有广播1台和旋律台。沙鲁台在萨尔格米讷和比奇有播送站。在萨尔布吕肯有德语电台的播送站。

## 经济
到1939年为止阿亨主要是一个农业村落，平均每个小型家庭农户有5公顷地。耕田很分散，共1212公顷的田分成一万多个小块，平均每块地只有12公畝。
1945年后经济开始根本地转变。大多数年轻人去工业和洛林的矿业工作。为此村里开设了去梅勒巴克（Merlebach）和小罗塞勒的公交车。这些职业提供的相对较高的薪水使得生活水平提高。尤其1955年水道建成后村里的建筑和建筑内部的装潢转向现代的标准水平。与此同时，当地的小农业企业开始消失，今天只有十几座还存在。村里的小工匠、铁匠、粉刷师、制造马鞍马具的工匠、鞋匠、裁缝全部消失。阿亨成为一座典型的居住村落。今天许多居民每天去茨韦布吕肯和皮尔马森斯上班。此外村里还有大约一百多名学生每天去罗尔巴克莱比特克和萨尔格米讷的中学上课。

## 当地文化和名胜

### 建筑物和遗迹

#### 民用建筑
- 羅馬別墅
- 众多到20世纪上半叶依然被使用的磨坊
- 二战遗迹
  - 马奇诺防线

#### 宗教建筑
- 圣彼得教堂

### 方言
20世纪下半叶的一个文化特征是在阿尔萨斯和摩泽尔地区法语渗透到村落和大多数居民。尽管1962年在罗尔巴克县还有80到90%的人说洛林法兰克语，由于1940年到1945年纳粹占领造成的创伤德语和方言的使用大大下降。
洛林法语有一些从洛林法兰克语衍生的特殊方面，比如发音时p和b、ch和j、d和t没有区分。在语法上也往往有与德语类似的方面。其它特殊的方面包括人名和地名有许多是从德语进入的，一些特别的名词也借用德语。